# 獵黑行者
《獵黑行者》（The Haunter of the Dark），或譯夜魔，是H·P·洛夫克拉夫特在1935年5月至9月間寫就的一個短篇小說，1936年12月在《詭麗幻譚》上出版。它屬於克蘇魯神話系列，是洛夫克拉夫特的最後一部作品。

## 情節

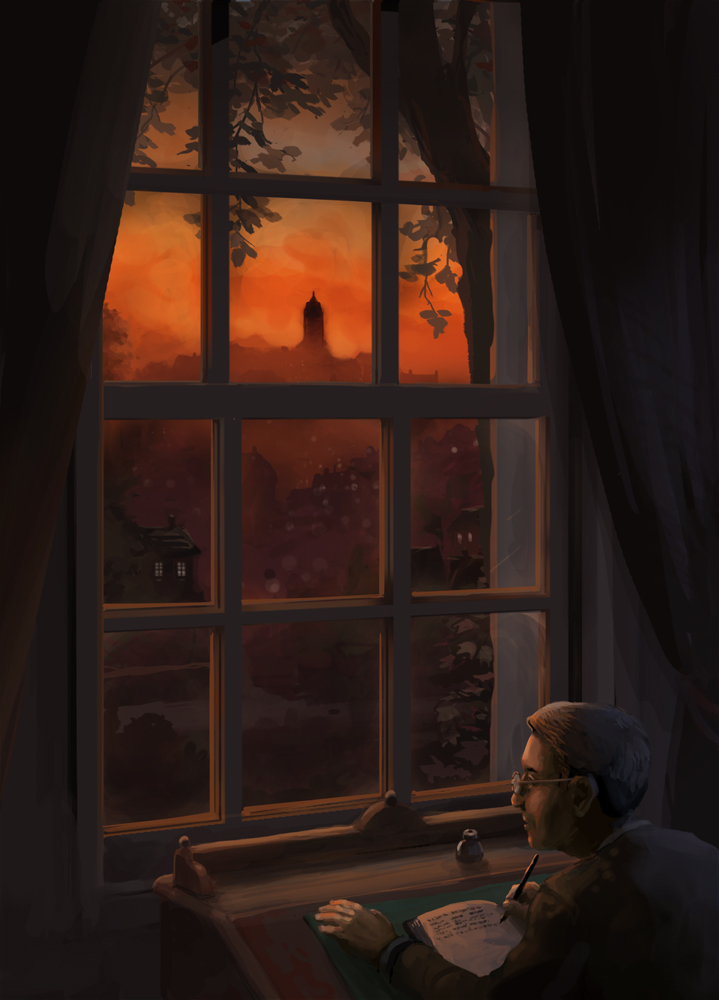
羅伯特·布萊克

羅德島普羅維登斯的青年作家羅伯特·布萊克（Robert Blake）喜愛神秘學，他對從自己家裡就可以看到的聯邦山（Federal Hill）上的一個廢棄教堂很感興趣。經過調查，他發現該教堂與一個叫做群星就位教（Church of Starry Wisdom）的邪教有關。
布萊克在教堂裡發現了1893年失蹤的記者艾德溫·M·莉莉布里奇（Edwin M. Lillibridge）的遺骨以及一個叫做“闪耀的偏方三八面體”（Shining Trapezohedron）的東西。布萊克不小心通過閃耀的偏方三八面體召喚出了邪神。
這個邪神只能在黑暗中活動，晚上因為城裡有燈光，他也進不去。但有一日普羅維登斯遭遇雷暴，居民們聽到了教堂裡發出的恐怖聲響。他們找來天主教神父一起去教堂驅除邪神。逃出教堂的布萊克也知道事情不妙，但是他住的地方突然停電了，邪神也旋即趕來。布萊克後來被人發現面朝教堂、面帶驚恐地死在自己家中。從他的遺言中可以看出，這個邪神是奈亚拉托提普。

## 评价
本書是羅伯特·布洛克《来自星际的怪物》的續集，在洛夫克拉夫特逝世很多年後，羅伯特又寫下這個系列的第三本書，即《来自尖塔的阴影》（The Shadow from the Steeple，1950）。弗里茨·莱伯認為這是洛夫克拉夫特的佳作之一。
罗伯特·布莱克其实就是以罗伯特·布洛克的形象写成的。罗伯特·布莱克的死是洛夫克拉夫特对布洛克把《來自星際的怪物》中以洛夫克拉夫特形象塑造的人物写死的回敬。但这并不影响二人的感情，布洛克后来回忆道：“相信我，毫无疑问，这是我的最佳死法”。

## 外部連接
- 列在網路推理小說資料庫中的《獵黑行者》
- 全文 （页面存档备份，存于），The H. P. Lovecraft Archive
- 錄音：HP Lovecraft Literary Podcast （页面存档备份，存于）